# Prevost Island
Prevost Island är en ö i Kanada.   Den ligger i provinsen British Columbia, i den sydvästra delen av landet, 3 600 km väster om huvudstaden Ottawa. Arean är 7,3 kvadratkilometer.
Terrängen på Prevost Island är platt. Öns högsta punkt är 104 meter över havet. Den sträcker sig 4,5 kilometer i nord-sydlig riktning, och 4,2 kilometer i öst-västlig riktning.